# Golimumab
El golimumab es un medicamento que pertenece al grupo de los anticuerpos monoclonales y se emplea para el tratamiento de la artritis reumatoide, artritis psoriasica y espondilitis anquilopoyética cuando la enfermedad no responde de forma adecuada a otros tratamientos establecidos.
El uso del fármaco fue aprobado en el año 2009 por la Agencia Europea de Medicamentos (EMEA) con una ficha técnica única para los 27 Estados miembros de la Unión Europea. La Food and Drug Administration (FDA) de los Estados Unidos aprobó asimismo su utilización en abril del 2009.
Su mecanismo de acción consiste en bloquear el efecto del factor de necrosis tumoral, sustancia que pertenece al grupo de las citocinas y facilita el desarrollo de la respuesta inflamatoria. Es por lo tanto un inhibidor del factor de necrosis tumoral e inmunosupresor (disminuye la respuesta inmunitaria).
Se administra en forma de inyección subcutanea. La dosis habitual es 50 mg una vez al mes.

## Descripción
Es un anticuerpo monoclonal humano que forma complejos estables de gran afinidad con las dos formas bioactivas del TNF-α humano, la soluble y la transmembrana, impidiendo así la unión del TNF-α a sus receptores. No existe evidencia de que los anticuerpos de golimumab se unan a otros ligandos de la superfamilia del TNF, tampoco se unen ni neutralizan la limfotoxina humana. La unión de golimumab al TNF humano neutraliza la expresión inducida por el TNF-α de la molécula de adhesión selectina E, la molécula de adhesión endotelial 1 (VCAM-1) y la molécula de adhesión intercelular 1 (ICAM-1) de las células endoteliales humanas. In vitro, el golimumab también inhibe la secreción inducida por TNF de las interleucinas 6 y 8 (IL-6, IL-8) y el factor estimulante de colonias de granulocitos-macrófagos (GM-CSF) por parte de las células endoteliales humanas.
Todo esto implica una disminución en la respuesta inmunológica del organismo, que representa la base del tratamiento farmacológico de este tipo de enfermedades cuyo origen es autoinmunológico. La reacción adversa (RA) notificada con más frecuencia durante el periodo controlado en los ensayos pivotales fue la infección del tracto respiratorio superior. Las reacciones adversas más graves que se han notificado con golimumab son las siguientes: infecciones graves (sepsis, neumonía, tuberculosis, infecciones fúngicas invasivas e infecciones oportunistas), trastornos desmielinizantes, linfoma, reactivación
del virus de la hepatitis B (VHB), insuficiencia cardíaca congestiva, procesos autoinmunológicos (síndrome tipo lupus) y reacciones hematológicas. La marca comercial es Simponi® y su presentación es en forma de plumas precargadas de 0,5ml que contienen 50mg de golimumab (Simponi 50mg®) o de 1ml que contienen 100mg de golimumab (Simponi 100mg®). Se administra por vía subcutánea y la dosis dependerá de la enfermedad en cuestión y de la gravedad de ésta.

## Eficacia
Ensayos clínicos han demostrado que la combinación de golimumab y metotrexate es más efectiva que el metotrexate solo para el tratamiento de la artritis reumatoide.